# Теория атрибуции
Теория атрибуции — это теоретическое течение в социальной психологии, изучающее проблемы восприятия и интерпретации социального поведения. Под атрибуцией понимается приписывание себе или другому человеку каких-то характеристик. Теория атрибуции — не столько формальная теория, но в большей степени общий подход в социальной психологии и психологии личности. Корнями данный подход уходит в положение гештальтпсихологии о том, что информация, полученная в ходе прошлого опыта наблюдателя, имеет важное значение для формирования восприятия при обработке новых данных.
Современная теория атрибуции исходит из положений каузальной атрибуции Хайдера   и стремится объяснить, как происходит приписывание характеристик и качеств другим людям и чем объясняется их поведение. В целом, данная теория основывается на допущении о том, что в социальных ситуациях можно проследить следующую последовательность: человек наблюдает поведение другого человека, делает логический вывод о намерениях этого человека, опираясь на собственное восприятие его действий, и затем приписывает ему мотивы, которые могут объяснять подобное поведение.

## Происхождение Теории атрибуции
Основоположником теории атрибуции считается Ф. Хайдер, который изложил ее основные идеи в своей работу «Психология межличностных отношений», 1958. Теория получила свое дальнейшее развитие в трудах Гарольда Келли «Теория атрибуции в социальной психологии» (1967), «Процессы казуальной атрибуции» (1973)   и Бернарда Вайнера «An attributional theory of achievement motivation and emotion» (1985), «An attributional theory of motivation and emotion» (1986) ;

## Основные положения
Теория атрибуции занимается изучением того, как люди интерпретируют события и как это сказывается на их мышлении и поведении. Наблюдая за тем, как себя ведет другой человек, мы стремимся понять причины подобного поведения. Однако ввиду ограниченности информации люди могут сформулировать лишь вероятные причины поведения другого человека. Эти вероятные причины в свою очередь влияют на отношение к этому человеку. Более того, Хайдер сделал вывод о том, что мнение о человеке (хороший человек – плохой человек) автоматически приписывается и его поступкам (правильно поступает – плохо поступает) – так называемый эффект ореола.
Согласно Хайдеру, можно выделить два типа атрибуции, которые помогут объяснить то или иное поведение:
1. внутренняя атрибуция - человек ведет себя определенным образом из-за своих внутренних свойств (характера, мировоззрения, личных качеств и тд).
2. внешняя атрибуция - человек ведет себя определенным образом из-за ситуации, в которой он или она находится.[2]

Г. Келли выделяет три типа атрибуции:
1. личностная атрибуция – причина приписывается совершающему действие человеку (ребенок съел конфету, потому что он невоспитанный);
2. объектная атрибуция – причина приписывается объекту, на который направлено действие (ребенок съел конфету, потому что в этой конфете много веществ, вызывающих у детей привыкание);
3. ситуативная атрибуция – причина приписывается обстоятельствам (ребенок съел конфету, потому что обед был несколько часов назад).[7]

## Влияние культуры на формирование атрибуций
От чего же зависит степень атрибуции? Она зависит от двух факторов: соответствие поступков ролевым ожиданиям и культурным нормам. Т.е. чем больше вы соответствуете существующим стереотипам, тем меньше личностных атрибуций формируется для объяснения вашего поведения.
В частности, существуют различия в стиле атрибуции между культурами индивидуалистов и коллективистов. Люди в индивидуалистических культурах определяют себя с точки зрения личностных атрибуций. С другой стороны, люди в коллективистских культурах высоко ценят конформизм и взаимозависимость, верят в важность целей группы и определяют себя с точки зрения их членства в группах.
Люди в коллективистских культурах, как правило, менее восприимчивы к фундаментальной ошибке атрибуции, чем люди в индивидуалистических культурах. Люди из коллективистских культур с большей вероятностью полагают, что поведение человека связано с ситуационными требованиями, а не с личностными атрибуциями. Люди из коллективистских культур также менее восприимчивы к атрибуциями, используемым для самооправдания.

## Критика
Теорию атрибуции критикуют за ее редукционизм и механистическую природу из-за допущения о том, что  люди мыслят рационально и логично. Однако фундаментальная ошибка атрибуции свидетельствует об обратном. Теория атрибуции также не в полной мере учитывает социальные, культурные и исторические факторы, которые могут формировать причины поведения. Кроме того, на формирование атрибуций большое влияние оказывают выделяющиеся события (salience), так как подобные события рассматриваются в качестве более значимых, причинных.
Пример: в своем исследовании Ласситер и др. изучали практику записи на видео полицейских допросов подозреваемых и проблему ложных признаний. Они пришли к выводу о том, что когда камера на допросе направлена на подозреваемого, вероятность того, что его признают виновным в два раза выше, чем когда в фокусе камеры находятся как подозреваемый, так и ведущий допрос. Направление камеры на следователя делает его в глазах жюри ответственным за давление на подозреваемого. В результате этого исследования в Новой Зеландии был принят закон о том, что во время полицейских допросов камера должна захватывать как подозреваемого, так и следователя.